# Saint-Symphorien-d'Ancelles
Saint-Symphorien-d'Ancelles este o comună în departamentul Saône-et-Loire, Franța. În 2009 avea o populație de 1.033 de locuitori.

## Evoluția populației
| An        | 1975 | 1982 | 1990 | 1999 | 2006 | 2009  |
| --------- | ---- | ---- | ---- | ---- | ---- | ----- |
| Populație | 736  | 831  | 793  | 879  | 932  | 1.033 |